# Warwick Brown
Warwick Brown (Sydney, 24 december 1949) is een voormalig Formule 1-coureur uit Australië. Hij reed 1 Grand Prix; de Grand Prix van de Verenigde Staten van 1976 voor het team Wolf.